# Find My Baby
„Find My Baby“ je píseň amerického hudebníka Mobyho, která pochází z jeho pátého alba Play (1999). Píseň je založena na samplu písně „Joe Lee's Rock“ od hudebníka jménem Boy Blue (vl. jm. Roland Hayes). K Mobyho písni byl rovněž natočen videoklip, v němž hrají tři děti – slavní hudebníci. Jejich manažera hraje Moby. Roku 2000 byla píseň použita v reklamě na automobil Nissan Almera. Dále byla píseň použita ve filmu Psanci Ameriky (2001).